# Jonathan Cristaldo
Jonathan Ezequiel Cristaldo (Ingeniero Budge, 5 marzo 1989) è un calciatore argentino, attaccante dell'Oriente Petrolero.
È soprannominato El Churry, a causa della sua passione fin da giovane per il churrasco.

## Caratteristiche tecniche
Dotato di una buona tecnica, Cristaldo è una tipica seconda punta con un discreto senso del gol. Di piede destro, non predilige il dribbling, ma è molto veloce e, nonostante i 175 centimetri di altezza, si fa valere nello stacco aereo.

## Carriera

### Club
Cresciuto nel settore giovanile del Vélez Sársfield, esordisce in prima squadra il 22 aprile 2007 - a 18 anni, un mese e 17 giorni - nella partita contro il Rosario Central, persa 2-0.
Vince il torneo di Clausura 2009, suo primo titolo nazionale, giocando da titolare le ultime partite della stagione in luogo di Hernán Rodrigo López e realizzando complessivamente 4 gol. Confermato titolare anche nella stagione successiva, realizza anche una rete nella partita di Copa Sudamericana 2009 contro il Boca Juniors che regala al Vélez la qualificazione al turno successivo.
Il 10 gennaio 2011 passa al Metalist, squadra ucraina per cui firma un contratto quinquennale. Debutta con la maglia degli ucraini in UEFA Europa League il 17 febbraio 2011.
Il 1º settembre 2013 si trasferisce alla società italiana del Bologna in prestito oneroso con diritto di riscatto.
Esordisce in serie A e con la maglia rossoblu il 15 settembre nell'1-1 tra Udinese e Bologna. Il 25 settembre 2013 sigla il primo gol col Bologna nel 3-3 interno contro il Milan. Il 9 febbraio 2014 sigla la sua prima doppietta in maglia rossoblu, grazie alla quale i felsinei si impongono a Torino contro i granata per 1-2. Tuttavia a fine anno, essendo la squadra rossoblu retrocessa, non viene riscattato e rimane svincolato.
Qualche mese dopo si accasa al club brasiliano Palmeiras.

### Nazionale
Prende parte, da titolare in coppia con Eduardo Salvio, al Campionato sudamericano di calcio Under-20 2009 disputatosi in Venezuela, realizzando 2 gol.

## Statistiche

### Presenze e reti nei club
Statistiche aggiornate al 2 aprile 2017.
| Stagione               | Squadra                | Campionato             | Campionato | Campionato | Coppe nazionali | Coppe nazionali | Coppe nazionali | Coppe continentali | Coppe continentali | Coppe continentali | Altre coppe | Altre coppe | Altre coppe | Totale | Totale |
| Stagione               | Squadra                | Comp                   | Pres       | Reti       | Comp            | Pres            | Reti            | Comp               | Pres               | Reti               | Comp        | Pres        | Reti        | Pres   | Reti   |
| ---------------------- | ---------------------- | ---------------------- | ---------- | ---------- | --------------- | --------------- | --------------- | ------------------ | ------------------ | ------------------ | ----------- | ----------- | ----------- | ------ | ------ |
| 2006-2007              | Vélez Sarsfield        | PD                     | 3          | 0          |                 | -               | -               |                    | -                  | -                  |             | -           | -           | 3      | 0      |
| 2007-2008              | Vélez Sarsfield        | PD                     | 16         | 2          |                 | -               | -               |                    | -                  | -                  |             | -           | -           | 16     | 2      |
| 2008-2009              | Vélez Sarsfield        | PD                     | 31         | 9          |                 | -               | -               |                    | -                  | -                  |             | -           | -           | 31     | 9      |
| 2009-2010              | Vélez Sarsfield        | PD                     | 17         | 5          |                 | -               | -               | CS                 | 6                  | 1                  |             | -           | -           | 23     | 6      |
| ago.-dic. 2010         | Vélez Sarsfield        | PD                     | 18         | 5          |                 | -               | -               | CS                 | 2                  | 1                  |             | -           | -           | 20     | 6      |
| Totale Vélez Sarsfield | Totale Vélez Sarsfield | Totale Vélez Sarsfield | 85         | 21         |                 |                 |                 |                    | 8                  | 2                  |             |             |             | 93     | 23     |
| gen.-giu. 2011         | Metalist               | PL                     | 9          | 5          | CU              | 0               | 0               | UEL                | 2                  | 0                  | -           | -           | -           | 11     | 5      |
| 2011-2012              | Metalist               | PL                     | 24         | 10         | CU              | 1               | 0               | UEL                | 10                 | 7                  | -           | -           | -           | 35     | 17     |
| 2012-2013              | Metalist               | PL                     | 22         | 9          | CU              | 1               | 1               | UEL                | 10                 | 3                  | -           | -           | -           | 33     | 13     |
| lug.-ago. 2013         | Metalist               | PL                     | 7          | 3          | CU              | 0               | 0               | UCL                | 2                  | 0                  | -           | -           | -           | 9      | 3      |
| Totale Metalist        | Totale Metalist        | Totale Metalist        | 62         | 27         |                 | 2               | 1               |                    | 24                 | 10                 |             |             |             | 88     | 38     |
| ago. 2013-2014         | Bologna                | A                      | 28         | 4          | CI              | 0               | 0               |                    | -                  | -                  |             | -           | -           | 28     | 4      |
| 2014                   | Palmeiras              | A                      | 17         | 2          | CB              | 2               | 0               | -                  | -                  | -                  | -           | -           | -           | 19     | 2      |
| 2015                   | Palmeiras              | A1/SP+A                | 13+22      | 3+6        | CB              | 9               | 3               | -                  | -                  | -                  | -           | -           | -           | 44     | 12     |
| 2016                   | Palmeiras              | A1/SP+A                | 5+3        | 2+1        | CB              | 0               | 0               | CL                 | 2                  | 1                  | -           | -           | -           | 10     | 4      |
| Totale Palmeiras       | Totale Palmeiras       | Totale Palmeiras       | 18+42      | 5+9        |                 | 11              | 3               |                    | 2                  | 1                  |             | -           | -           | 73     | 18     |
| 2016-gen. 2017         | Cruz Azul              | PD                     | 10         | 2          | CM              | 5               | 3               | -                  | -                  | -                  | -           | -           | -           | 15     | 5      |
| gen.-giu. 2017         | Monterrey              | PD                     | 0          | 0          | CM              | 1               | 0               | CCL                | 0                  | 0                  | -           | -           | -           | 1      | 0      |
| Totale carriera        | Totale carriera        | Totale carriera        | 245        | 68         |                 | 19              | 4               |                    | 34                 | 13                 |             |             |             | 298    | 85     |

### Cronologia presenze e reti in nazionale
| Cronologia completa delle presenze e delle reti in nazionale ― Polonia | Cronologia completa delle presenze e delle reti in nazionale ― Polonia | Cronologia completa delle presenze e delle reti in nazionale ― Polonia | Cronologia completa delle presenze e delle reti in nazionale ― Polonia | Cronologia completa delle presenze e delle reti in nazionale ― Polonia | Cronologia completa delle presenze e delle reti in nazionale ― Polonia | Cronologia completa delle presenze e delle reti in nazionale ― Polonia | Cronologia completa delle presenze e delle reti in nazionale ― Polonia |
| Data                                                                   | Città                                                                  | In casa                                                                | Risultato                                                              | Ospiti                                                                 | Competizione                                                           | Reti                                                                   | Note                                                                   |
| ---------------------------------------------------------------------- | ---------------------------------------------------------------------- | ---------------------------------------------------------------------- | ---------------------------------------------------------------------- | ---------------------------------------------------------------------- | ---------------------------------------------------------------------- | ---------------------------------------------------------------------- | ---------------------------------------------------------------------- |
| 5-6-2011                                                               | Varsavia                                                               | Polonia                                                                | 2 – 1                                                                  | Argentina                                                              | Amichevole                                                             | -                                                                      |                                                                        |
| Totale                                                                 |                                                                        | Presenze                                                               | 1                                                                      |                                                                        | Reti                                                                   | 0                                                                      |                                                                        |

## Palmarès

### Club

#### Competizioni nazionali
- Campionato argentino: 2

Vélez Sarsfield: Clausura 2009
Racing Club: 2018-2019
- Coppa del Brasile: 1

Palmeiras: 2015
- Trofeo de Campeones de la Superliga Argentina: 1

Racing Club: 2019